# Belægning (trafik)
 For alternative betydninger, se Belægning. (Se også artikler, som begynder med Belægning)
En belægning i trafikal sammenhæng er et beskyttende lag, som lægges oven på jorden for at trafiksikre den. Laget kan simpelt hen bestå af f.eks. grus, kalk eller muslingeskaller, som forbedrer afdræning og stabilitet i de allerøverste jordlag. Ofte er en belægning dog opbygget i flere lag med et slidstærkt lag af sten, beton eller asfalt øverst.
Vejdirektoratet's vejregler angiver normer for udførelse af veje. Dansk Standard beskriver tekniske krav til materialer og metoder for prøvetagning. Danske Anlægsgartnere's Normer og vejledninger for anlægsgartnere, NOVA, indeholder normer for udførelse af belægninger og brolægning for trafikklasserne T0-T2.